# ブロークン・ワンド・セレモニー
ブロークン・ワンド・セレモニーとは、奇術師の死に際して、葬儀中またはその前に行われる儀式である。これは、マジシャンが使用したワンドを折る儀式で、マジシャンの死によって杖が魔力を失ったということを象徴するものである（実際には、儀式用に用意したワンドの場合もある）。
最初のブロークン・ワンド・セレモニーは、1926年のハリー・フーディーニの死後に行われたものである。アメリカ奇術師協会は、フーディーニの墓前で毎年このセレモニーを開催している